# Perkins+Will
Perkins+Will est un cabinet d'architecture basé à Chicago aux États-Unis. Elle a été acquise en 1985 par Dar Al-Handasah.
Parmi les réalisations de l'agence, un certain nombre de gratte-ciel, dont;
- Chase Tower (Chicago) à Chicago, 1969
- Hilton Alexandria Mark Center à Alexandria (Virginie), 1985
- 123 North Wacker à Chicago, 1986
- 900 North Michigan à Chicago, 1989
- 225 West Wacker à Chicago, 1989
- Azure à Dallas, 2007
- The Clare à Chicago, 2009
- The Admiral at the Lake à Chicago, 2012